# Callixena longipalpis
Callixena longipalpis là một loài bướm đêm trong họ Noctuidae.